# Bannithalapura, Gundlupet
Bannithalapura là một làng thuộc tehsil Gundlupet, huyện Chamarajanagar, bang Karnataka, Ấn Độ.